# دث متال
دِث متال یکی از سبک‌های موسیقی و از زیرشاخه‌های هوی متال است. در این سبک از ضرب‌آهنگ‌های میانه، گیتارهای با صدای بسیار دیستورت شده، خواندن با صدای غُرش بم، استفاده از تکنیک بلست بیت در نوازندگی درامز و ساختار پیچیدهٔ موسیقی به همراه تغییرات بسیار ضرب‌آهنگ استفاده می‌شود. بر خلاف تصور عموم گروه‌های دث متال مروج خشونت نیستند. دث متال در واقع نوعی بررسی موشکافانهٔ زندگی باتوجه ویژه به جنبه‌های جسمانی (مادی)، خوفناک و پرخاشگرانهٔ آن است.
سبک دث متال از اواسط دهه ۱۹۸۰ میلادی پدید آمد و منبع الهامش سبک گروه‌های ثرش متال و بلک متال اولیه، همچون اسلیر، کریتور، سلتیک فراست و ونوم بود. از پوسسد و دث، به همراه گروه‌هایی همچون اتوپسی، آبیچوآری، کارکاس، دیساید، کنیبال کورپس و ماربید انجل به عنوان پیشتازان این سبک یاد می‌شود. در اواخر دههٔ ۸۰ و اوایل ۹۰ دث متال توانست توجه رسانه‌ها را به سوی خود جلب کند و این موضوع سبب شد تا لیبل‌های معروف مانند کامبت، ایرِک و رودرانر به سرعت با این گروه‌ها قرار داد امضا کنند. از آن زمان به بعد دث متال دارای زیر شاخه‌های متنوع‌تری شد.

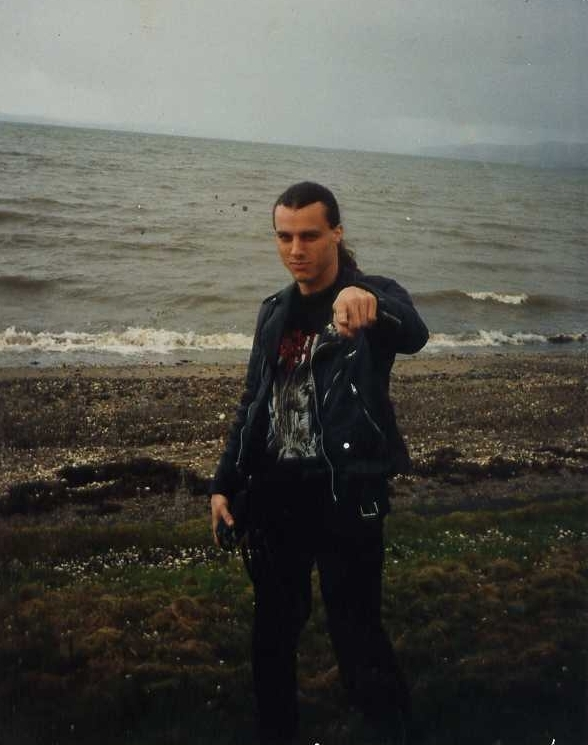
چاک شولدینر، پدر دث متال

از چاک شولدینر گیتاریست، خواننده و پایه‌گذار بند دث به عنوان «پدر موسیقی دث متال» یاد می‌شود. شولدینر در سال ۲۰۰۱ و در سن ۳۴ سالگی بر اثر سرطان و تومور مغزی درگذشت و پس از آن فعالیت دث هم متوقف شد.